# ウィンストン (たばこ)

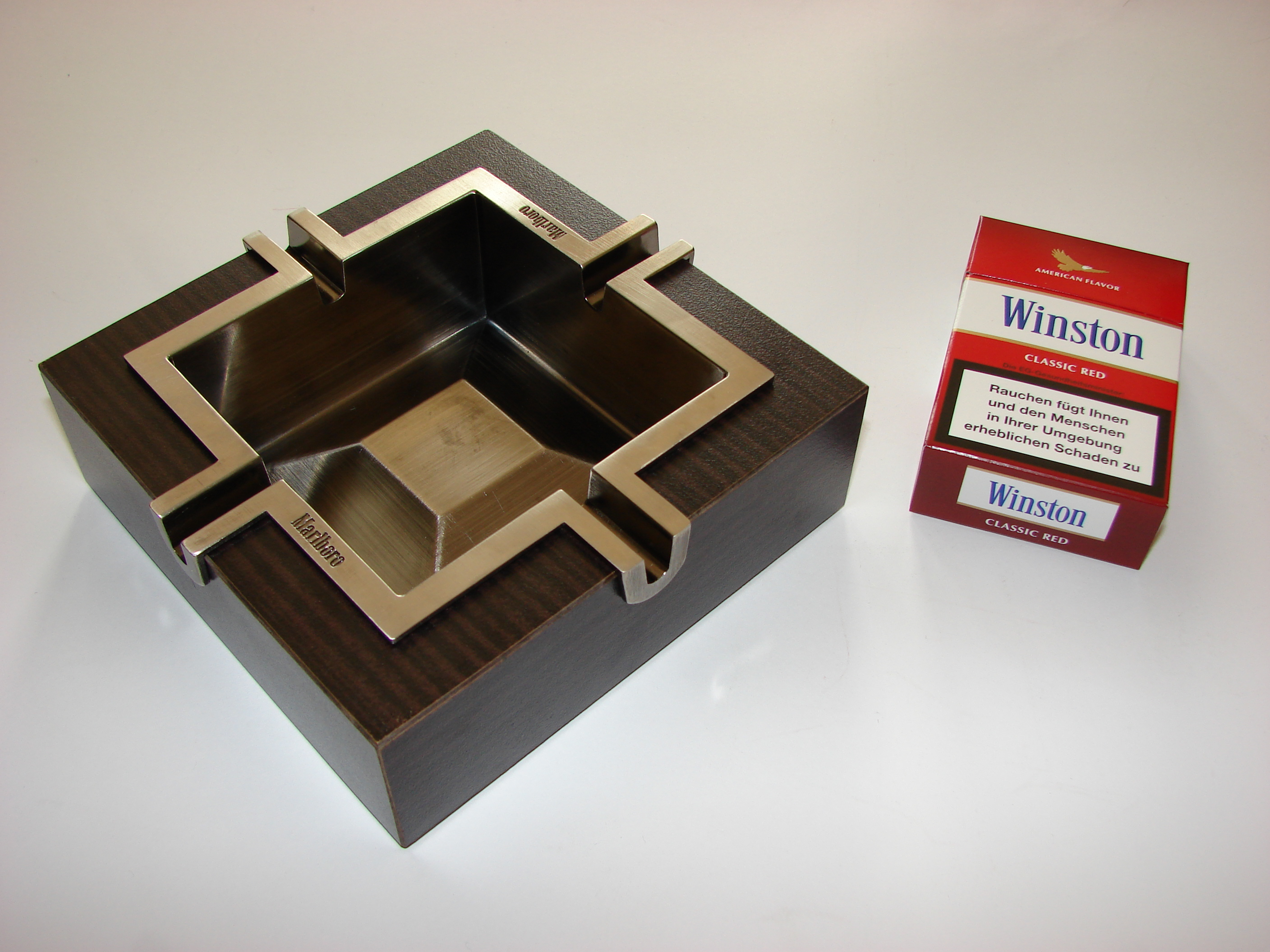
ドイツのウィンストン・クラシック・レッドとマールボロの灰皿

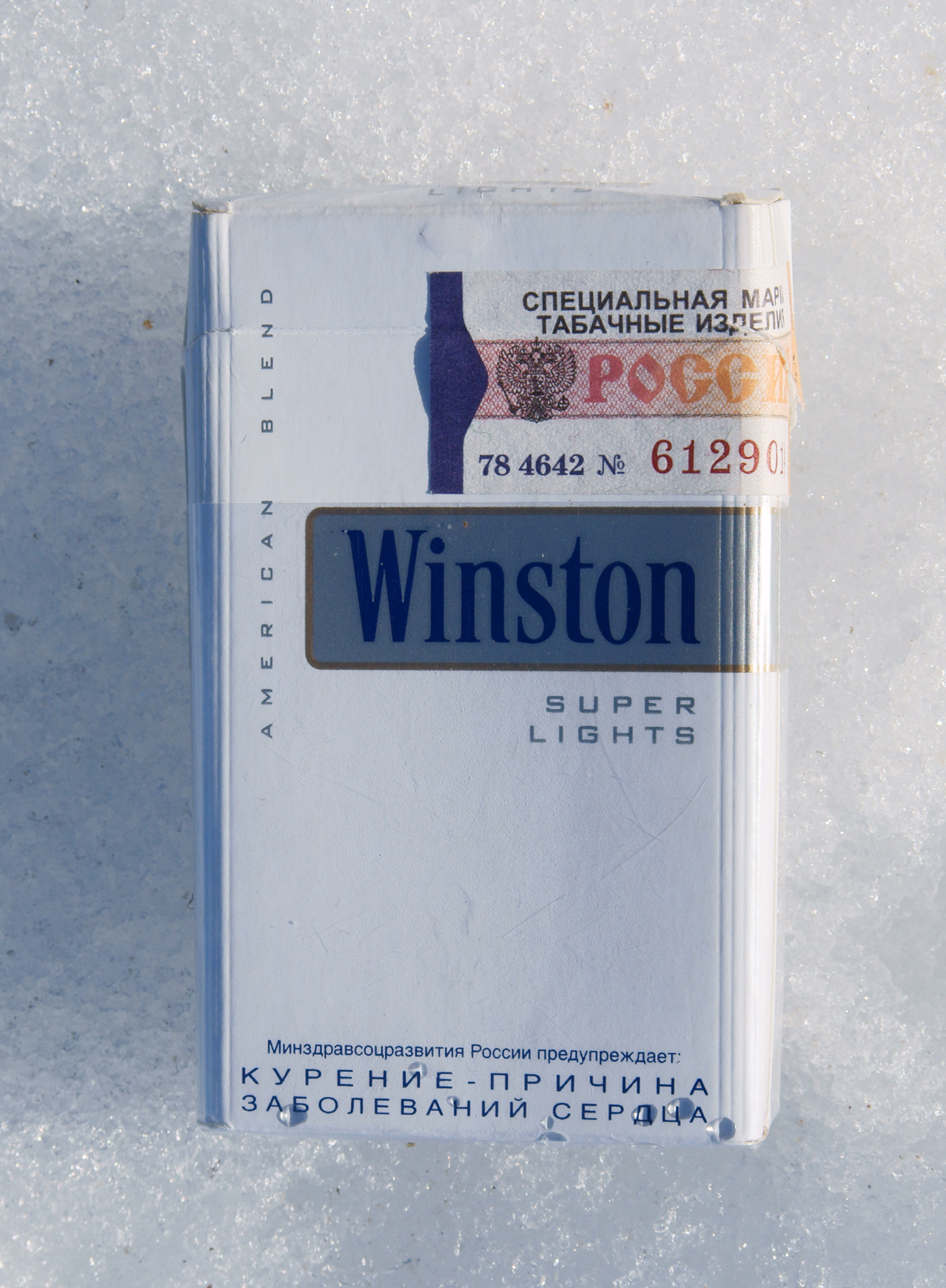
ロシアのウィンストン・スーパーライト

ウィンストン（Winston）は、タバコ銘柄のひとつである。日本・ヨーロッパなどでは日本たばこ産業が販売している。アメリカ合衆国ではR.J.レイノルズ・タバコ・カンパニー（RJR）が製造販売しており、もともとは日本を含む他の地域でもRJRから販売されていた銘柄だった。

## 概要
世界第2位の販売量を誇るグローバルブランドである。2015年8月頃にはキャスター、キャビン（それぞれ一部を除く）をウィンストンブランドのシリーズ銘柄に加えている。当初は従来のデザインでウィンストンの名称とマークを入れたパッケージで発売し、10月中旬よりキャビンは海外のウィンストンに近いものに、キャスターはXSと統一したデザインに、XSとイナズマメンソールもそれぞれ青色地と黒地に統一したパッケージに変更し、その際に巻紙を改良することで、より長く楽しめる『LONG TASTE』を導入し、喫味にも変化がみられる。さらに2016年2月上旬よりキャスターとキャビンをラウンドボックス化し、上部に『Straight』『Bitter』『Sweet』と味の系統を表記したほか、残るウィンストン・フィルターについても2016年3月中旬より『LONG TASTE』を導入している。2016年11月上旬よりレギュラー商品（XS/キャビン/キャスター）の名称に色名を入れ、キャビン以外の名称から『XS』を削除している。その際にキャビン・8・100'sとキャスター・エフアール・ワンの名称・デザインをシリーズの他銘柄と統一し、キャスターとキャビンの喫味を従来品に近づくように調整している。12月上旬よりメンソール商品（イナズマ/スピリッツ/スパークリング）の名称から『XS』を削除し、イナズマ・メンソール・ワンを2016年10月24日より100'sサイズに変更している。
さらに2017年2月24日にはレギュラーサイズ（69mm）で価格を抑えた『ウィンストン・ミニ』3種を発売している。レッドに関してはフィルターとキャビンの中間的な喫味になっているほか、ブルーとホワイトも短めのプレーンフィルターを採用したことで、通常のブルーやキャスターよりしっかりした喫味になっている。ブルー（旧XS）に関してはメビウスの廉価版のようなポジションで販売していたが、期待したような売り上げにつながらなかったことから、2017年7月中旬に6/3/1mgをキングサイズ・スリムの『ウィンストン・コンパクト・ブルー』にリニューアルし、10/8mgは販売終了している。
2018年11月上旬よりコンパクト・ブルー3種を19本入りに変更し、“Winston”のロゴとイーグルをパッケージ上部に、パッケージ左下にグラデーションを配したデザインに変更している。同時にタバコ自体にブルーベリーフレーバーをつけた『ウィンストン・コンパクトメンソール・パープル』を発売したが、メビウス・オプション・パープルなどのカプセル入り商品よりフレーバーが弱いこともあり、期待したような売り上げにはつながらず、2019年12月に販売を終了している。2019年1月下旬よりフィルターを除く全銘柄をコンパクトシリーズと同様のデザインに変更している。その際にキャスターとキャビンのパッケージから色名表記を削除しているが、販売名は変更されていない。2019年12月より警告文が50%に拡大され、フィルター以外は空間を詰める形で対応し、フィルターは海外ではほかの銘柄と同様のデザインに変更されているが、日本では従来のデザインのままロゴのみを変更している。
キャスター・キャビンの統合により、たばこの味はウィンストンの3つの系統で網羅できるとしており、XS（現コンパクト・ブルー）とイナズマメンソールはスッキリした旨さの『ストレート系』に、キャビンとスピリッツメンソールはローストの旨味・香ばしさの『ビター系』に、キャスターとスパークリングメンソールはほのかに甘く、まろやかな味わいの『スイート系』に分類している。ただしパッケージからは2018年11月から2019年1月にかけてのデザイン変更時に削除されている。
かつては米国を代表するモータースポーツの一つ、NASCARのウィンストンカップの冠スポンサーだった。

## 製品一覧（日本国内販売製品）

### 販売終了製品（R.J.レイノルズ製造）
☆2002・7～2005・4はJTインターナショナル製造（フィルターのみ2002.7に国産化）